# Chaleponcus durbanicus
Chaleponcus durbanicus är en mångfotingart som först beskrevs av Carl Graf Attems 1914.  Chaleponcus durbanicus ingår i släktet Chaleponcus och familjen Odontopygidae. Inga underarter finns listade i Catalogue of Life.